# Internacional Comunista Obrera
La Internacional Comunista Obrera (en alemán: Kommunistische Arbeiter-Internationale, KAI), que también fue conocida como la Cuarta Internacional, aunque no tiene nada que ver con la Internacional que fundaría Trotski años después, era una organización internacional del comunismo consejista. Fue fundada en 1921, alrededor del Manifiesto por la Cuarta Internacional Comunista, publicado por el Partido Comunista Obrero de Alemania (KAPD).
La organización fue fundada por la Facción de Essen del KAPD, que incluía a Herman Gorter, en contra de la opinión de la Facción de Berlín que la consideraba prematura. Se adhirieron a la Internacional el Partido Comunista Obrero de los Países Bajos, el Partido Comunista Obrero del Reino Unido de Sylvia Pankhurst, el Grupo de Comunistas de Izquierdas Revolucionarios de Rusia (que cambió su nombre por el de Partido Comunista Obrero), el Grupo de Obreros Comunistas de Rusia y algunos grupos de la izquierda comunista de Bélgica y Bulgaria.
La KAI nunca fue capaz de organizar ninguna actividad conjunta y apenas llegó a contar con 1000 activistas. Se fue debilitando con la disolución de algunos de sus partidos miembros y la salida del Grupo de Obreros Comunistas ruso, por su desacuerdo con la negativa de la Internacional a formar un frente común con la Tercera Internacional. A mediados de los años 20 la KAI había desaparecido de la vida pública.